# Gottfried van Swieten
Baron Gottfried van Swieten (29. října 1733 Leiden – 29. března 1803 Vídeň) byl rakouský diplomat a knihovník nizozemského původu, mecenáš hudby v Habsburské monarchii.

## Život a působení
Dětství strávil v Holandsku, kde se narodil v rodině lékaře Gerarda van Swietena. Když se roku 1745 jeho otec stal osobním lékařem císařovny Marie Terezie, přiestěhoval se do Vídně. Byl vychován v jezuitských školách, působil jako diplomat v Bruselu, Paříži, Varšavě a v letech 1770-1777 v Berlíně. Po návratu do Vídně byl prefektem Císařské dvorské knihovny a předsedou dvorské cenzurní komise.

## Hudba
Spolupracoval a znal se s řadou skladatelů a hudebníků jako Joseph Haydn, Wolfgang Amadeus Mozart či Ludwig van Beethoven. Swietenovi je věnována Beethovenova Symfonie č. 1 C dur (opus 21).
Zásadním způsobem ovlivnil tvorbu W. A. Mozarta, protože ho seznámil s hudbou a kompozicemi barokních mistrů, především Johanna Sebastiana Bacha a Georga Friedricha Händela. Pozdější skladby W. A. Mozarta jsou tak více polyfonní a využívají kontrapunktických forem, jako je například fuga.
Swieten se podílel také na vzniku jednoho z největších děl Josepha Haydna, Rakouské císařské hymny, a napsal text k Haydnovu oratoriu "Roční období".